# Nghtmre
Nghtmre, de son nom civil Tyler Marenyi (né le 11 octobre 1990 à Stamford, dans le Connecticut), est un producteur et DJ américain de musique électronique, originaire de Raleigh, en Caroline du Nord.

## Biographie
Tyler est né à Stamford, dans le Connecticut, mais a grandi à Raleigh, en Caroline du Nord. Il fréquente la North Raleigh Christian Academy, où il est membre de l'équipe de tennis. Il entre à l'université Elon et obtient un diplôme en finance avant de déménager à Los Angeles pour poursuivre une carrière musicale,. Il fréquente ensuite l'Icon Collective Music Production School, où il rencontre ses collègues producteurs Derek et Scott de Slander et développe une relation de travail, ce qui donne lieu à de nombreuses collaborations et à de fréquentes tournées ensemble en tant que têtes d'affiche.
Au début, il crée des remixes trap et house de chansons de Tiësto, Rae Sremmurd et Skrillex. Plus tard, il commence à produire ses propres chansons, ainsi qu'à collaborer avec d'autres producteurs. Il se fait connaître lorsque Skrillex joue l'un de ses morceaux lors d'un set à l'Ultra Music Festival. Tyler signe finalement avec Mad Decent, le label de Diplo, et sort son premier morceau, Street, peu de temps après. Il fait ses débuts à l'EDC Las Vegas 2015, ce qui est sa première performance dans un festival. Il fait régulièrement des tournées et collaboré avec des collègues DJ et producteurs, Slander, avec qui il sort son premier EP, Nuclear Bonds, également sorti plus tard sur Mad Decent,,.
En 2016, il sort son EP intitulé Nghtmre, qui se classe parmi les meilleurs albums dance/musique électronique de Billboard,. Il collabore avec Pegboard Nerds et Krewella pour sortir le single Superstar sur le label Monstercat basé à Vancouver. Il collabore ensuite avec le producteur Dillon Francis pour sortir le single Need You sur Mad Decent,,. Un clip officiel du morceau est publié par Francis le 9 mai 2016 sur YouTube,. Il collabore ensuite avec Flux Pavilion pour sortir le single Feel Your Love sur son label, Circus Records,,. Il collabore avec le rappeur Afro pour sortir le single Stronger qui sera également publié sur Mad Decent. Il collabore  avec le duo de producteurs torontois Zeds Dead pour sortir le single Frontlines, qui sera ensuite publié sur leur premier album Northern Lights par l'intermédiaire de leur label, Deadbeats. Il collabore avec LOUDPVCK pour sortir le single Click Clack sur le label Owsla de Skrillex. En 2017, Tyler fait partie de la programmation du Coachella Valley Music and Arts Festival.

## Discographie

### Albums studio
- 2022 : Drmvrse

### EP
- 2015 : Nuclear Bonds
- 2016 : Nghtmre
- 2017 : Nghtmre, Pt. II

### Singles
- 2014 : Walking on Sunshine
- 2015 : Mtrd
- 2015 : Street
- 2015 : Aftershock (feat. Boombox Cartel)
- 2015 : You
- 2015 : Warning
- 2015 : Power
- 2016 : Superstar
- 2016 : Need You
- 2016 : Feel Your Love
- 2016 : Frontlines
- 2016 : Click Clack
- 2016 : Stronger
- 2016 : Gud Vibrations
- 2017 : End of the Night
- 2017 : Embrace (feat. Xavier Dunn)
- 2017 : Only Want U (feat. Akylla)
- 2017 : On The Run (feat. PASSEPORT)
- 2017 : No Coming Down
- 2017 : The Killer
- 2017 : Another Dimension (feat. Dillon Francis)
- 2020 : Tu Tu Tu (That’s Why We) (Galantis and Nghtmre feat. Liam O’Donnell)

### Remixes
- 2017 : Frontlines
- 2017 : Feel Your Love
- 2019 : Habstrakt – The One
- 2024 : Noisia - Voodoo (Nghtmre Remix)